# Шуцманшафт

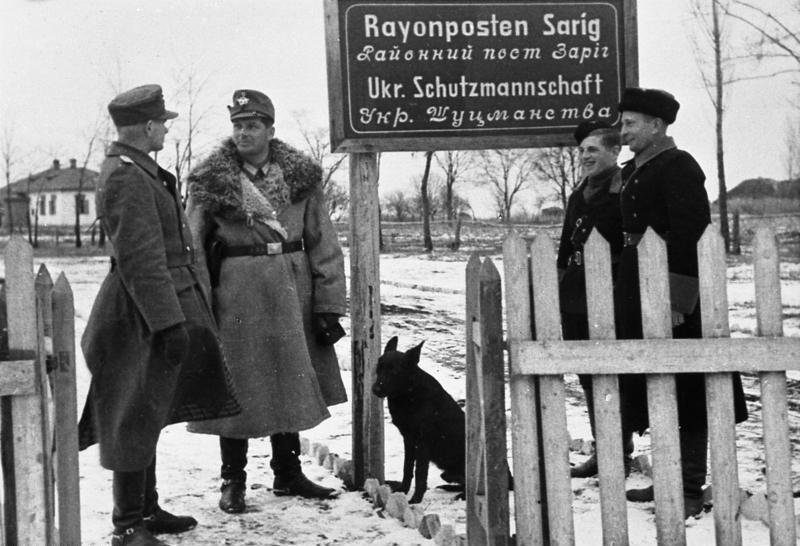
Гауптвахмистр полиции порядка Фолькман, руководитель районного шуцманского поста Зариг (Украина) даёт указания своим подчинённым.
Государственный архив Германии (Bundesarchiv),
фото 121—1500, декабрь 1942 г.

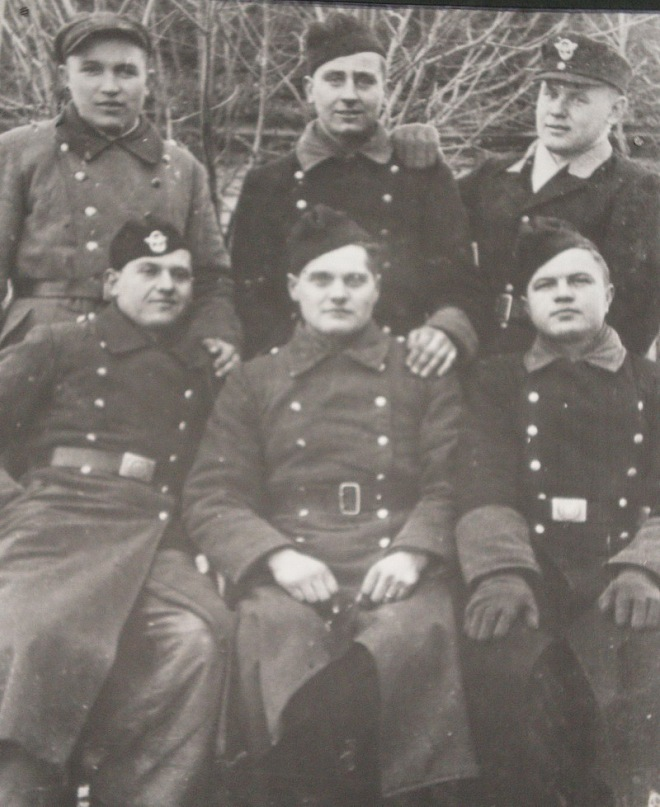
Белорусские шуцманы, 1943/44 год

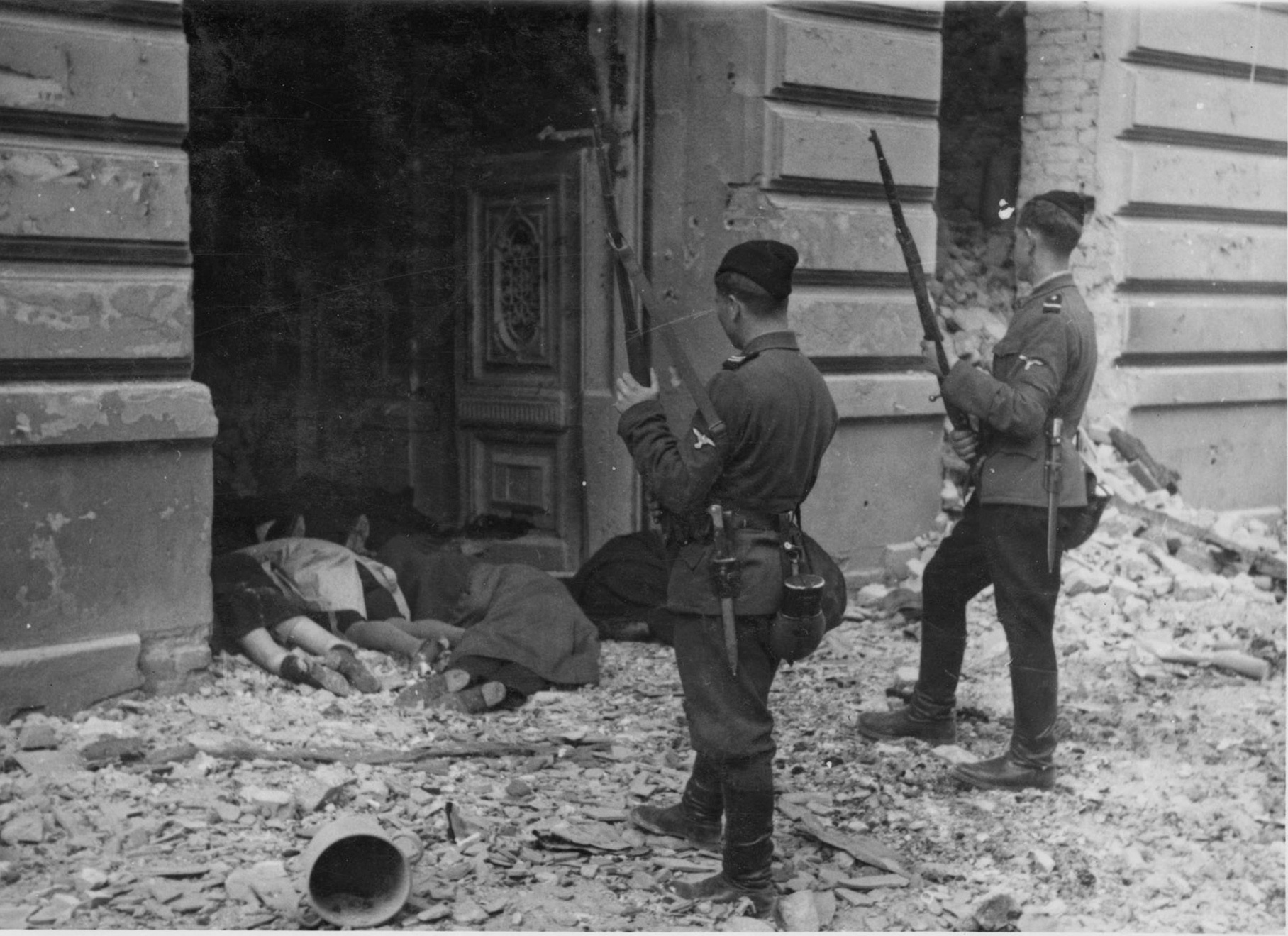
Совместная операция шуцманшафта и полиции безопасности во время восстания в Варшавском гетто.
Фото к рапорту Юргена Штропа, май 1943 г. Оригинальный немецкий текст гласит: «Применение туземных солдат в операции»

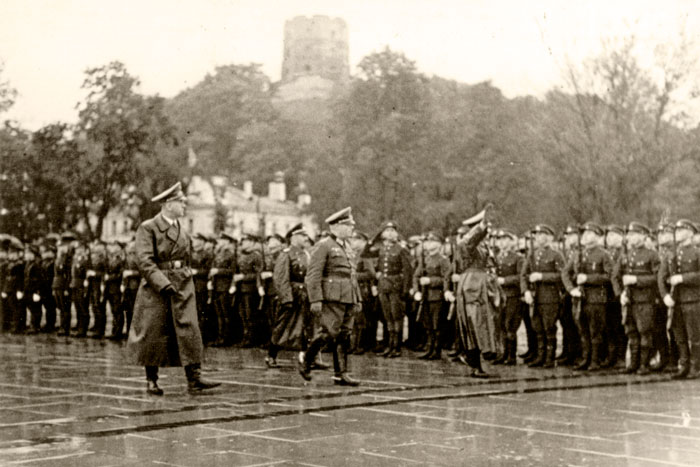
Инспекция литовского полицейского батальона в Вильнюсе, 1942

Шу́цманша́фт (шутцманшафт нем. Schutzmannschaft), сокр. шу́ма (нем. Schuma), от шу́цман (шу́тцман нем. Schutzmann — сотрудник охранной полиции в Германии до 1945 года) — «охранные команды», особые подразделения, первоначально в составе вспомогательной полиции нацистской Германии на оккупированных территориях в годы Второй мировой войны, карательные батальоны, действовавшие под непосредственным командованием немцев и вместе с другими немецкими частями. Как правило, формировались из местного населения и военнопленных. Позднее на базе отдельных батальонов были сформированы части Ваффен СС.

## История
Первые батальоны «Шума» стали создаваться немцами в конце июля 1941 года. К концу 1942 года численность «шума» достигла примерно 300 тысяч человек, организованных в батальоны, а также служивших на различных отдельных должностях.
Шуцманшафты разделялись по этническому признаку. Всего было создано 26 эстонских, 41 латвийский, 23 литовских, 11 белорусских, 8 крымскотатарских и 71 украинский батальон шуцманшафта. Этническая принадлежность обозначалась круглой кокардой на головном уборе и щитком над обшлагом левого рукава.
Шуцманшафт-команды принимали участие в убийстве евреев в ходе «окончательного решения еврейского вопроса», в охране концентрационных лагерей и лагерей смерти, а также были активно вовлечены в так называемые «действия по ликвидации бандитских формирований» (анти-партизанские действия).
Часто по отношению к шуцманам использовался термин «туземные солдаты» («аскари» нем. Askari).

## Обмундирование и знаки различия
До середины 1942 г. устоявшейся системы обмундирования не было — одни подразделения носили немецкую военную форму, другие — форму немецкой полиции (более тёмного цвета и с тёмно-коричневыми воротниками и обшлагами), третьи — трофейную. Знаки различия в этот период также могли быть у одних подразделений — немецкими, у других — нарукавными в виде углов и полосок.
С 1942 г. шуцманшафты постепенно переходят на стандартную форму немецкой полиции, которая отличалась от военной цветом и тёмными обшлагами, но с особыми знаками различия (Germany (1933-1945) - International Encyclopedia of uniforms and insignia (англ.). Schutzmannschaft der Ordnungspolizei — SchuMa 1943—1945. Дата обращения: 12 июля 2025.), на левом рукаве выше локтя имели нашивку с надписью «Treu, Tapfer, Gehorsam» — «Верный, Храбрый, Послушный». Нашивка имела цвет униформы (серо-зелёный), а в подразделениях «полиции безопасности» — чёрный. Изображение на нашивке (венок, свастика и текст) были белыми в регулярных подразделениях, оранжевым в жандармерии (мобильные подразделения, проверка на дорогах), зелёные в «охранной полиции» и карминово-красные в пожарной службе. Расцветка погонов была аналогичной расцветке нашивок (серо-зелёная в обычной полиции или чёрная в полиции безопасности, с цветным кантом, аналогичным цвету изображения на нарукавной нашивке). Цвет петлиц совпадал с цветом изображения на нашивке (канта на погонах), а «полиция безопасности» носила чёрные петлицы. Каски могли быть немецкими или из запасов других союзных немцам армий.

### Система званий
Соответствие системы званий охранной полиции и вермахта:
| Шуцманшафт        | Вермахт        |                   |
| ----------------- | -------------- | ----------------- |
| Schutzmann        | Schütze        | Рядовой           |
| Unterkorporal     | Gefreiter      | Ефрейтор          |
| Vizekorporal      | Obergefreiter  |                   |
| Korporal          | Stabsgefreiter |                   |
| Vizefeldwebel     | Feldwebel      | сержант           |
| Kompaniefeldwebel | Oberfeldwebel  | старший сержант   |
| Zugführer         | Leutnant       | лейтенант         |
| Oberzugführer     | Oberleutnant   | старший лейтенант |
| Kompanieführer    | Hauptmann      | капитан           |
| Batallionsführer  | Major          | майор             |